# Chiloscyphus mascarenensis
Chiloscyphus mascarenensis là một loài Rêu trong họ Lophocoleaceae. Loài này được S.W. Arnell mô tả khoa học đầu tiên năm 1965.